# Hana Hegedušić
Hana Hegedušić (* 29. Januar 1976 in Zagreb, SFR Jugoslawien) ist eine kroatische Schauspielerin und Synchronsprecherin.

## Leben und Karriere
Hana Hegedušićs erste bekannte Rolle wurde die, der Zeljka im Film Blagajnica hoće ići na more. Weitere Bekanntheit erhielt sie durch die Fernsehserie Bumerang als Hana und durch die Komödie Šuma summarum als Vesna.

## Filmografie
Als Schauspielerin:
Fernsehrollen
- 2005–2006: Bumerang
- 2006: Bitange i princeze
- 2006: Odmori se, zaslužio si
- 2008: Ne daj se, Nina
- 2009: Mamutica
- 2009: Bibin svijet
- 2009, 2011, 2014: Stipe u gostima
- 2012: Nedjeljom ujutro, subotom navečer

Filmrollen
- 2000: Blagajnica hoće ići na more
- 2002: Ne dao Bog većeg zla
- 2003: Konjanik
- 2007: Pjevajte nešto ljubavno
- 2010: Šuma summarum
- 2011: Koko i duhovi
- 2011: Josef

Als Synchronsprecherin:
- 1998: Das große Krabbeln … als Prinzessin Ata
- 1998: Der Prinz von Ägypten … als Zippora
- 2007: Triff die Robinsons … als Franny
- 2011: Rio … als Linda
- 2013: Ich – Einfach unverbesserlich 2 … als Lucy Wilde
- 2014: Rio 2 – Dschungelfieber … als Linda
- 2016: Findet Dorie … als Nada